# Idaea alicantaria
Idaea alicantaria är en fjärilsart som beskrevs av Hans Reisser 1963. Idaea alicantaria ingår i släktet Idaea och familjen mätare. Inga underarter finns listade i Catalogue of Life.